# Inga medellinensis
Inga medellinensis är en ärtväxtart som beskrevs av Uribe. Inga medellinensis ingår i släktet Inga och familjen ärtväxter. Inga underarter finns listade i Catalogue of Life.